# Whitcomb Ridge
Whitcomb Ridge är en bergstopp i Antarktis. Den ligger i Östantarktis. Nya Zeeland gör anspråk på området. Toppen på Whitcomb Ridge är 2 494 meter över havet, eller 692 meter över den omgivande terrängen. Bredden vid basen är 8,7 km.
Terrängen runt Whitcomb Ridge är bergig åt nordväst, men åt sydost är den kuperad. Trakten är obefolkad. Det finns inga samhällen i närheten.